# 러키☆스타의 등장인물 목록
러키☆스타의 등장인물에서는 요시미즈 카가미 원작 《러키☆스타》의 만화, 애니메이션, 게임에 등장하는 캐릭터들을 다룬다.
각 캐릭터의 이름 다음에 기술하는 성우는 TV애니메이션판 및 PS2용 게임 소프트웨어, TVA드라마CD 그리고 드라마 CD 및 모에드릴 시리즈, 그리고 애니박스판 캐스팅 순이다. TVA판에 들어서 추가된 성우가 있기 때문에 성우 숫자가 맞지 않는 경우(셋이 아닌 경우)는 TVA판, 애니박스판 순으로 보면 된다.

## 메인 캐릭터
이즈미 코나타 (泉こなた), 히라노 아야, 히로하시 료, 정유미
5월 28일생. 혈액형 A형. 키 142cm, 양손잡이, 사이타마현 거주. 사립 료오 고등학교 3학년 B반 소속 → 졸업.
 밝은 파란색의 엄청나게 긴 머리에 아호게가 있다. 눈 색은 녹색. 왼쪽 눈 아래에 점이 있는 것도 특징.
주인공. 전형적인 오타쿠. 애니메이션부터 미연시게임, 만화 등 여러 가지 요소를 두루 섭렵하고 있으며, 수집욕구도 강하다. 애니메이션에서는 캐릭터 샵 종업원들에게 '전설의 소녀 A'로 불리며, 코나타가 관심을 들인 신작 만화나 동인지는 날개돋친 듯 팔려나간다는 전설이 있다. 어릴 적 어머니(이즈미 카나타)가 돌아가신 뒤 아버지(이즈미 소지로)와 둘이 살고있다. 3학년 진급과 동시에 신입생 유타카가 하숙하게 되어 세 명이 지내게 된다.
잘 하는 과목은 체육이나 좋아하는 것은 아니지만, 운동을 매우 잘한다. 하지만, 저녁시간대 애니메이션을 볼 수 없다는 이유로 부활동을 하지 않으며 그런 것과 취미는 전혀 관계가 없다. 서투른 과목은 이과 전반. 키가 작다는 콤플렉스가 있으며, 오타쿠 성향 때문인지 공부에 관심이 별로 없고 가끔 엉뚱한 생각을 하곤 한다. 어머니가 없는 환경 탓인지 가사일을 꽤 잘하며 온라인 게임에서의 언어를 오프라인에서는 안 쓴다. (우쭈쭈 예절 바르기도 하지)
격투기 경험이 있다고 하나 격투기 종류는 알 수 없다.
졸업 후에는 대학에 진학했으나, 쿠사카베 미사오와 동일한 대학에 동일한 학부 정도라는 것만이 알려져 있다. 또 졸업 후 자동차 운전면허를 취득했다.
좋아하는 것은 초코코로네와 닭고기, 모에. 싫어하는 것은 큰실말과 '애니메이션 시청에 방해되는 요소들(스포츠중계 연장이나 선거 속보 등)'.
히이라기 츠카사 (柊つかさ), 후쿠하라 카오리, 나카하라 마이, 하미경
7월 7일생. 혈액형 B형. 키 158cm. 왼손잡이(단, 원작에서는 오른손으로 식사나 필기를 하는 있는 장면이 있다), 사이타마 현 거주. 사립 료오 고등학교 3학년 B반 소속 → 졸업.
 히이라기 집안의 4녀로, 카가미의 이란성 쌍둥이 여동생. 공부 · 스포츠 모두 보통이거나 약간 서투르지만, 과자 만들기 등 요리 전반을 자랑으로 여긴다(잘하는 과목은 가정). 단행본 제 4권의 캐릭터 소개에서는 취미로 요리가 나와 있다.
약간 독특한 라이트 퍼플의 숏 헤어에 언제나 리본을 하고 있다. 눈동자는 연한 푸른 보라색. 전형적인 천연계의 눈모양을 하고 있음.
코나타와 같은 반. 길을 묻는 외국인을 만나 쩔쩔매는 츠카사를 코나타가 격투기로 외국인을 쓰러뜨리고 구해준 사건을 통해 친구가 됨. 성격이 둔해서 덜렁거리고 소심하나, 순수하고 어딘가 모르는 강한 이미지가 있다. 애니메이션 투 하트의 여주인공인 가미기시 아카리와 닮았기 때문에 오해를 받곤 한다.
졸업 후에는 요리 계열의 전문대학으로 진학했다.
좋아하는 것은 단 것(특히 멜론 등 과일계), 새로운 것. 싫어하는 것은 오컬트, 호러.
히이라기 카가미 (柊かがみ), 카토 에미리, 코시미즈 아미, 배정미
7월 7일생. 혈액형 B형. 키 159cm, 왼손잡이 (단, 원작에서는 오른손으로 식사나 필기를 하는 있는 장면이 있다.), 사이타마 현 거주. 사립 료오 고등학교 3학년 C반 소속 → 졸업.
 히이라기 집안의 3녀로, 츠카사의 이란성 쌍둥이 언니. 성적이 우수하며, 노력가로 허세부리는 면이 있다. 요리는 그다지 능숙하지 않다. 약간 독특한 라이트 퍼플의 롱 헤어로, 리본으로 트윈 테일을 하고 있다. 눈동자는 연한 푸른 보라색. 눈꼬리가 올라간 것이 특징. 이는 어머니인 히이라기 미키와 닮았다.
츠카사, 코나타와는 3년 내내 다른 반이나 자주 놀러오곤 한다. 코나타에게 항상 태클을 거는 역할을 하고 있으나, 실제로는 정이 많고 외로움을 잘 타는 성격이라 츤데레 캐릭터로 인식(본인은 부정). 흉폭한 이미지가 있어서 귀엽게 보이려고 하면 코나타가 부정함. 굉장히 현실적이다.
취미는 게임과 독서이며, 주로 라이트노벨을 자주 읽는다. 그 때문인지 코나타에게 오타쿠로 여겨지고 있음(본인은 부정). 슈팅 게임을 좋아하며 애완동물로 축제 때 잡은 금붕어를 기르고 있다. 실은 코나타만큼은 아니지만 게임이나 애니메이션에 관한 지식은 의외로 풍부.
졸업 후에는 코나타와는 다른 대학을 다니고 있다.
좋아하는 것은 과자(특히 초콜릿 과자). 싫어하는 것은 조개류, 체중계. 잘 하는 과목은 영어, 서투른 과목은 가정. 좋아하는 색은 진보라와 검은색이다.
타카라 미유키 (高良みゆき), 엔도 아야, 나카야마 에리나, 박소라
10월 25일생. 혈액형 O형. 키 164cm. 왼손잡이. 도쿄 도 거주. 사립 료오 고등학교 3학년 B반 소속 → 졸업.
 부자 아가씨. 메인 캐릭터 네 명 중 유일한 도쿄 도 거주자. 료오학원에 입학한 이유는 그녀의 어머니가 이 학교의 졸업생이었기 때문에.
용모 단정, 성적 우수, 품행 방정, 한마디로 우등생. 1학년 때 학급위원장을 맡아 다른 반 학급위원장인 카가미와 친해졌다. 본인은 부정하지만 요리는 생각보다는 능숙. 가슴이 크고 프로포션이 매우 좋다. 꽤 독특한 라이트 핑크의 코나타 만큼의 롱헤어. 눈동자는 연한 푸른 보라색. 가끔 멍하게 있는 경우가 있고 덜렁거릴 때가 있는(그러한 점이 코나타에겐 모에 요소로 보이고 있음), 소위 말하는 천연계 안경소녀. 하지만 화내면 무섭다. 취미는 독서.
졸업 후에는 자신의 희망대로 의과대학에 입학하였다.
좋아하는 것은 계란찜, 일본식 과자, 공부(지식을 얻는 것). 싫어하는 것은 날생선, 의사(특히 치과의사). 무서워하는 것은 안약. 잘하는 과목과 못하는 과목은 특별히 없다. 요리는 생각보다 능숙한 것 같다(다만 요리의 요령 등에 대해서는 약해 코나타나 츠카사에게 가르침받기도 하는 경우도 있었다).

## 서브 캐릭터
단행본 2권, 애니메이션 13화 이후 등장한다.
코바야카와 유타카 (小早川 ゆたか), 하세가와 시즈카, 시미즈 아이, 류점희
12월 20일생. 혈액형 A형. 키 138cm. 왼손잡이. 사이타마 현 거주. 사립 료오 고등학교 1학년 D반 → 2학년 B반 소속.
병약하고 키와 체격은 고교생 치고는 아주 작은 몸집을 갖고 있으며 본인은 이 점에 컴플렉스를 느끼고 있다.
코나타의 이종사촌이며 유이의 동생. 코나타의 3학년 진급 무렵 료오학원에 입학, 약한 신체로 자택에서 먼 고등학교에 다니기 위해 친척인 이즈미 집안에 하숙하게 됨.
밝고 적극적인 성격이지만 조금 멍한 면이 있다.
병약, 여동생 속성, 순수, 귀여움의 모에 요소(코나타 명명)가 갖추어져 있어서 코나타 왈, '걸어다니는 모에 요소'.
동급생인 히요리와 패티, 그리고 동거중인 코나타의 영향을 받아 오타쿠 지식이 쌓이고 있다.
취미는 인터넷. 좋아하는 것은 우동 등의 따뜻한 것, 동물. 싫어하는 것은 우유, 공격적인 사람. 좋아하는 색은 연분홍색
이와사키 미나미 (岩崎 みなみ), 치하라 미노리, 마츠키 미유, 이민하
9월 12일생. 혈액형 A형. 키 163cm. 오른 손잡이의. 도쿄 도 거주. 사립 료오 고등학교 1학년 D반 → 2학년 B반 소속.
키가 크지만 슬랜더인 신체로 가슴이 없는 것이 컴플렉스.
운동을 잘하고 역시 체육을 잘 한다. 조용하고 표정의 변화가 적고 쿨한 분위기라 오해를 잘 받는다. 의외로 얼빠지고 서투른 부분도 있어서 그 광경을 미유키의 어머니 유카리가 목격하기도 한다.
유타카의 친구이자 반 친구. 입시후 속이 메스꺼워진 유타카를 양호실로 데리고 가서 손수건을 빌려준 것을 계기로 알게 됨.
중학교 시절은 학급 위원장을 맡았으나 료오학원에서는 유타카를 위해 보건 위원으로 취임했다(이 점을 비롯해 여러 모습을 계기로 쿨데레로 불리고 있음).
집에 '체리'라는 이름의 흰 시베리안 허스키를 기르고 있다.
애니메이션판에서는 2쿨때부터 레귤러 출연, 게임 《모에드릴》에서는 쿨한 면과 동시에 천연캐릭터같은 모습을 보인다.
취미는 독서와 건반악기 연주. 좋아하는 것은 소바, 조용한 장소. 싫어하는 것은 탄산음료. 좋아하는 색은 초록색
타무라 히요리 (田村 ひより), 시미즈 카오리, 신타니 료코, 홍희숙
5월 24일생. 혈액형 O형. 키 152cm. 왼손잡이. 사립 료오 고등학교 1학년 D반 → 2학년 B반 소속.
자주 쓰는 손(즉, 히요리에게는 왼손)은 만화가의 생명이라고 생각한다. 가슴 랭크 작음. 붙임성 있는 성격으로 밝지만 한번 불이 붙으면 끝까지 해치우는 타입. 애칭은 '히요링'
미술을 잘하는 동인 작가. 유타카나 미나미의 친구로 클래스메이트. 롱 헤어에 이마가 넓은 안경소녀. 기본적으로 사람이 운이 좋지 않은 타입(이와사키의 체리도 그녀만 따라주지 않는다). 집에서 개(명칭 불명)를 기르고 있다. 오타쿠이며 애니메이션 연구부 소속, 동인지도 만들고 코미케를 자주 이용하는 편이기도. 폭넓은 장르로 BL계나 백합계도 그린다. 코나타와는 오타쿠 속성으로 잘 어울리는 편.
세상에서 말하는 부녀자로 유타카와 미나미를 보며 백합 망상하는 경우가 많다. 애니메이션판 최종화에서는 학원제의 반행사로 두 명을 메인으로 한 다카라즈카를 기획했다.
애니메이션에서는 12화 코미케 회장 신에서는 배경캐릭터로 잠깐 등장, 18화에서부터 자주 등장.
《진・러키☆스타 모에 드릴 〜여행〜》에서는 자주 폭주해 전연령 작품에는 부적절한 발언도 하는 편.
취미는 동인지, 독서(만화, 라이트노벨), 망상. 좋아하는 것은 양과자, 우유, 소재. 싫어하는 것은 와사비, 습기. 좋아하는 색은 핑크.
미네기시 아야노 (峰岸 あやの), 아이자와 마이, 고토 유코, 박지윤
11월 4일생. 혈액형 AB형. 키 160cm. 왼손잡이. 사립 료오 고등학교 3학년 C반 소속 → 졸업. 사이타마 현 거주.
국어를 잘하며 수학에 약하다. 생도회에서는 풍기 위원을 맡고 있고 동아리는 다도부 소속. 카가미의 클래스메이트이며 카가미와 미사오와는 중학시절부터 고3시절까지 5년 연속 같은 반. 미사오와 소꿉친구로 자주 '미사짱'이라고 부른다.
학생 캐릭터들 중 유일하게 남자친구가 있고 그의 취향대로 머리를 하는 편. 머리띠를 하고 있는 것은 앞머리가 눈을 가리므로 라는 이유라고. 언행이 부드럽고 돌보기를 좋아해 미사오의 보호자적인 역할을 하고 있다. 과자 만들기를 잘 한다.
고등학교를 졸업한 후에는 코나타, 미사오가 다니는 대학의 근처에 있는 대학에 진학.
취미는 아이쇼핑, 산책, 과자 만들기. 좋아하는 것은 두부, 교자. 싫어하는 것은 매운 것, 담배연기. 좋아하는 색은 황록색.
쿠사카베 미사오(日下部 みさお), 미즈하라 카오루, 타카하시 미카코, 임주현
7월 20일생. 혈액형 B형. 키 162cm. 왼손잡이. 사립 료오 고등학교 3학년 C반 소속 → 졸업. 사이타마 현 거주.
체육을 잘 하고 세계사와 수학에 서투르다. 카가미의 클래스메이트로 아야노와 소꿉친구. 카가미와 아야노와는 중학생때부터 고3시절까지 5년 연속 같은 반.
약간 짧은 듯한 머리카락과 덧니가 특징. 단순한 성격으로 밝은 아웃도어파이며 취미는 스포츠 전반. 또한 동시에 엉뚱한 성격으로 카가미에게는 코나타와 동일시되고 있다. 남자같은 말투를 쓰며 클럽은 육상부 소속, 체육위원회도 맡고 있다. 오빠가 아야노와 교제중.
카가미가 자기들보다 코나타 일행과 더 잘 지내는 것에 질투를 느끼고 코나타를 꼬맹이라 부르며 라이벌 의식하는 한편 코나타에게 '미사키치'라는 별명이 붙여졌다. 원래 성격이나 카가미와의 관계가 비슷하기 때문인지 코나타와 의기투합하는 경우도 많다.
고등학교를 졸업한 후에는 코나타와 같은 대학의 같은 학부에 진학하였다.
좋아하는 것은 햄버거, 미트 볼, 해. 싫어하는 것은 곤약, 야채, 비. 좋아하는 색은 황색
패트리시아 마틴 (パトリシア マーティン(Patricia Martin)), 사사키 노조미, 유키노 사츠키, 유지원
4월 16일생. 혈액형 O형. 키 168cm. 오른손잡이. 사립 료오 고등학교 1학년 D반 소속(애니메이션), 2학년 B반 소속(원작).
잘하는 과목 영어. 서투른 과목은 국어(일본어). 미국인 유학생. 드라마CD에서 등장하기 시작했으며 애칭 '패티'. 애니메이션이나 만화, BL 계열 물건을 좋아하는 오타쿠. 일본어도 애니메이션이나 만화로 단련했기 때문에 가끔 이상한 일본어를 사용하는 일이 있다. 쓸데없이 텐션이 높은 건강소녀. 코나타와 같은 코스프레 카페에서 아르바이트를 하고 있다.
애니메이션에서는 16화에서부터 등장, 히요리와 오타쿠 동료로 유타카, 미나미를 포함한 네명이 함께 등장하는 경우가 많다. 또한 코나타와 동인 CD 《코스는! 오 마이 허니》를 내고 있다(이는 실제로 상품화하기도 했다). 최종화에서는 학원제 어트랙션으로 치어 댄스를 기획했으나 과정이 순탄치 않아 최종적으로는 카가미의 리드 아래 성공하게 된다.
원작에서는 애니메이션과는 달리 정식으로 등장하지 않고 있었으나, 유타카 일행이 2학년으로 진급하면서 정식으로 등장. '유타카가 1학년일 시점에는 일본에 없었으며, 유타카가 2학년이 되었을 때 유학생으로 찾아와 이즈미 가에 홈스테이를 하게 되었다'라는 형태로 설정이 대폭 변경되었다.
취미는 애니메이션, 독서(만화). 좋아하는 것은 머스타드, 모에. 싫어하는 것은 건어물, 확실하지 않은 사람. 좋아하는 색은 빨간색
야사카 코우 (八坂 こう), 모리나가 리카
2월 3일생 혈액형 B형. 키 168cm. 왼손잡이. 사립 료오 고등학교 2학년 F반 → 3학년 C반 소속. 도쿄 도 거주.
국어를 잘 하며 영어에 약하다. 애니메이션 연구부 부장인 것과 동시에 생도회의 회계를 맡고 있다. 밝은 다갈색의 피부가 특징.
평소 호쾌한 성격으로 후배에게는 '코우짱(선배)'라고 부르게 하며 상냥하게 접하고 있다. 애니메이션이나 게임(특히 대전 격투게임)을 아주 좋아하는 오타쿠이며 새로운 것이나 유행물을 좋아하여 그런 것들을 빠뜨리지 않고 체크하고 있다.
히요리와 같이 동인활동을 하고 있다(원고 독촉이나 원고 지적 신이 자주 등장). 코나타와에게는 게임센터의 격투게임으로 자주 겨루고 있지만 코나타가 료오학원의 선배인 것은 오랫동안 눈치채지 못하고 있었다.
메인 캐릭터들이 고등학교 3학년이었을 시점에서는 《러키☆스타》 원작 중 유일한 2학년생이었던 캐릭터로, 애니메이션판에서 유일하게 등장하지 않은 학생이기도 하다.
취미는 동인지, 독서(만화), 사람관찰, 수다, 내기. 좋아하는 것은 카레, 단 것. 싫어하는 것은 특별히 없음. 좋아하는 색은 황색.
야마노베 타마키 (山辺 たまき)
11월 10일생 혈액형 A형. 키 162cm. 왼손잡이. 사립 료오 고등학교 2학년 → 3학년 C반 소속. 사이타마 현 출신.
애니메이션 연구부 부원이자 코우의 반 친구. 단행본 7권부터 등장. 애니메이션 미등장.
자신의 얼굴에 컴플렉스를 가지고 있어 긴 머리카락으로 눈 부분을 가린 채 살고 있으나, 실제로는 미인.
취미는 딱히 없음. 좋아하는 것은 오코노미야키, 타코야키, 귀여운 것. 싫어하는 것은 육류, 가루약. 좋아하는 색은 금색.
부스지마 미쿠 (毒島 みく)
4월 22일생 혈액형 O형. 키 164cm. 왼손잡이. 사립 료오 고등학교 2학년 → 3학년 C반 소속. 사이타마 현 출신.
애니메이션 연구부 부원이자 코우의 반 친구로 3학년 C반의 학급위원장도 맡고 있다. 단행본 7권부터 등장. 애니메이션 미등장.
자신의 이름과 곱슬머리에 컴플렉스를 갖고 있다. 타마키와는 어릴 때부터 친한 소꿉친구 사이였다.
취미는 뭔가를 보거나 읽는 것. 좋아하는 것은 컵라면, 특이한 음료. 싫어하는 것은 자신의 곱슬머리. 좋아하는 색은 회색.
와카세 이즈미 (若瀬 いずみ)
1월 3일생 혈액형 B형. 키 164cm. 왼손잡이. 사립 료오 고등학교 2학년 B반 소속.
유타카와 미나미와 히요리의 2학년 반의 학급위원장. 단행본 7권, 199화부터 등장. 애니메이션 미등장.
착실한 성격으로 주변인물들의 신뢰를 받고 있지만, 사실은 자신이 오타쿠라는 사실을 숨기고 있어 다른 사람에게 들킬까봐 걱정하며 살고 있다.
취미는 만화, 게임 등을 다양하지만 얕게 즐기는 것. 좋아하는 것은 귀여운 동물, 사탕이나 껌처럼 입에 오래 남는 과자류, 커피우유. 싫어하는 것은 간 요리, 블랙 커피. 좋아하는 색은 검은색과 흰색.

## 교직원
쿠로이 나나코 (黒井 ななこ), 마에다 코노미, 아사노 마스미, 박신희
2월 8일생. 혈액형 O형. 키 170cm. 왼손잡이. 다만 필기는 양손 가능. 가슴 랭크 대. 가나가와현 출신. 세계사를 잘 하며 담당교과기도 하다. 영어에는 서투른 편. 코나타의 반인 3학년 B반(2학년때는 2학년 E반) 담임.
관서 사투리를 쓰는 사이비 관서 사람이며 덧니가 특징. 관서 사투리를 말하게 된 이유는 초등학교때 담임의 관서 사투리를 동경했기 때문이라고. 또한 학생시절에 관서지방의 대학을 다녔었다.
학생에게 친구처럼 대하는 선생님으로 약간 적당한 성격. 요리 실력은 보통. 허리 아래까지 내려오는 금발의 초 롱헤어를 목 뒤로 한번에 묶고 있다.
27세 독신으로 애인 없음. 굉장한 마린스(=치바롯데)의 팬(일단 한신의 팬이기도 하다). 면허증은 소유했으나 이른바 장롱면허로 방향치.
코나타와는 온라인게임 동료이기도 하지만 시험기간중이나 연휴 등에는 자중을 요구하거나 채팅으로 쓸데없이 현실 화제를 가져와 코나타가 난색을 표하는 중. 유이를 독신 동료로 착각하고 있기도 하다.
단행본 커버 아래 본편의 등장횟수 적음을 한탄하는 것이 보통이었으나 5권에서는 후유키, 히카루와 함께 커버 일러스트 패러디를 하고 있다.
취미는 맥주 마시며 스포츠 관전, 게임. 좋아하는 것은 완두콩, 롯데. 싫어하는 것은 표고버섯, 어중간한 연장게임, 온라인게임의 임시 점검. 좋아하는 색은 흰색
아마하라 후유키 (天原 ふゆき), 사쿠마 쿠미
9월 17일생. 혈액형 A형. 키 164cm. 왼손잡이. 가슴 랭크 중. 가나가와현 거주. 양호교사로 보건 선생님. 다도부의 고문을 맡고 있다. 실은 일할 필요가 없을 만큼의 부자집 아가씨.
본편에서는 업무의 편의를 위해 머리카락을 리본으로 간단하게 묶고 있으나 인물 일러스트에는 머리를 내리고 있다.
사쿠라바 히카루하고는 소꿉친구(여자 포지션)로 보호자 역. 몸이 약한 유타카가 자주 신세를 지고 있다. 문자 그대로의 치유계로(후유키가 겨울 나무로 직역된다. 아마도 훈훈한 느낌이 드는 점이 아닐까 한다.) 학생뿐이 아니라 남성 교사에게도 인기가 높지만 히카루의 존재 탓에 방해받는듯.
애니메이션에서는 등장하지 않는 또 한 사람의 캐릭터(교직원 계열로는 유일하게 등장 없음). 원작 본편에서의 등장은 5권부터지만 4권의 권말 부록에도 조금 등장했었다.
취미는 산책, 좋아하는 것은 홍차, 고(古)미술, 오컬트, 호러. 싫어하는 것은 배(헤엄칠 수 없다고). 좋아하는 것은 흰색.
사쿠라바 히카루(桜庭 ひかる), 이노우에 미키, 마츠오카 유키, 김정아
1월 25일생. 혈액형은 O형. 키 143cm. 왼손잡이. 가슴 랭크 극소. 사이타마 현 거주. 잘하는 과목은 생물(담당 교과), 서투른 과목은 가정과. 러키☆스타 정보 페이지 《러키☆파라다이스》 《초 러키☆채널》 캡틴. 최근 아키라에게서 '배반자'라고 불리게 되었다(아키라와 같이 단행본 권말 등에 약간 등장하고 있었지만, 최근 아키라보다 먼저 본편 진출을 했기 때문). 애니메이션에서 최종화에서 한 번 등장했었다. 료오학원의 생물 교사로 카가미 일행의 반인 3학년 C반의 담임. 또 애니메이션 연구부와 생물부의 고문도 맡고 있다. 아마하라 후유키와는 소꿉친구(남자 포지션). 언제나 가운을 입고 있다.
취미는 금연, 프라모델링(《료오학원 입학안내서》 출처), 모트 GP, BL계의 읽을거리(원작 4권 출처). 금연을 위해 파이프를 물고 있는 신이 많지만 금연은 3일 이상을 못 가는 적이 많다.
좋아하는 것은 칼로리 메이트, 수면. 싫어하는 것은 야채, 착각하는 사람. 좋아하는 색은 보라색

## 메인캐릭터의 가족
나루미 유이 (成実 ゆい), 니시하라 사오리, 사이토 치와, 박지윤
10월 7일생. 혈액형 A형. 키 166cm. 오른손잡이 가슴 랭크 대. 사이타마 현 출신. 26세. 잘 하는 과목 도덕, 서투른 과목 수학.
사이타마 현 경찰 교통 안전과의 여성 경관(다만 실제의 사이타마현 경찰에는 '교통 안전과'라고 하는 과는 실재하지 않는다.). 유타카의 친언니로 코나타의 사촌. 백부인 이즈미 소지로의 영향을 받아 유타카가 오타쿠가 되지 않게 하기 위해 압력을 가하는 중. 코나타에게는 '유이 언니'라고 불리고 있다. 좋지도 나쁘지도 않은 마이 페이스. '언니 놀랍다'가 말버릇.
약간 천연계의 안경아가씨지만 핸들을 잡으면 폭주. 이 점은 애니메이션판에서 더욱 강조되어 이니셜 D의 연출로 스바루 · 비비오(RX-R, 5 MT)로 옐로의 마츠다 · RX-7 FD3S를 앞지른 씬이 있다. 만화에 영향을 받아 차를 구입했다는 코나타의 이야기가 있다.
코나타가 2학년때 결혼했으나 남편이 단신부임이기 때문에 자주 코나타의 집에 놀러 오고 유타카 하숙 후 가끔 상태를 보러 오는 편. 나나코에게는 같은 독신자 동료로 착각되고 있어 단행본 2권, 4권 커버 아래에 모두 등장하고 있으나 5권에서 교사 트리오로 교체.
취미는 자동차 운전. 좋아하는 것은 센베이, 야채 볶음, 고전게임. 싫어하는 것은 일부 야채(특히 토마토 등), 단신부임. 좋아하는 색은 파랑.
이즈미 소지로 (泉 そうじろう), 하라마츠 히로카즈, 이규석
8월 21일생. 혈액형은 O형. 키 181cm. 양손잡이. 이시카와현 출신 · 사이타마 현 거주. 코나타의 아버지. 소설가 직업으로 대부분 집에 있다. 언제나 '사무에'를 애용하고, 마름형으로 수염을 기르고 있다. 왼쪽 눈의 아래에 점이 있고(이 점이 딸인 코나타에게 계승) 눈썹이 굵다. 꽃가루 알러지를 가지고 있음.
아내인 카나타와는 소꿉친구. 아내와 닮은 딸을 몹시 사랑해 자주 붙어 있다. 애니메이션이나 게임을 좋아하고 그 취미는 딸에게 계승되었다.
코나타 왈 "오타쿠이며 로리콘인 에로 아버지."
취미는 게임, 애니메이션, 독서. 좋아하는 것은 스시, 모에. 싫어하는 것은 마감, 발매 연기. 좋아하는 색은 파랑, 흰색.
이즈미 카나타(泉 かなた), 시마모토 스미, 김정아
8월 20일생. 혈액형은 A형. 키 143cm. 왼손잡이. 가슴 랭크는 극소. 코나타의 어머니. 고인. 머리위의 아호게와 눈밑의 점이 없는 것 외에는 코나타를 꼭 닮은 젊은 아내(원작에 첫 등장시에는 아호게가 있었다). 옷의 취미도 어리다. 코나타가 어렸을 적에 사망. 작품에서는 앨범의 사진과 소지로의 회상으로 등장한 것 외에 추석에 영으로 집에 방문하는 이야기도 있다(무크지 오키라쿠 카니발 및 단행본 5권, 애니메이션 22화 에피소드). 소지로와는 소꿉친구로 이시카와 현 출신. 코나타가 태어났을 때에 키는 자신, 성격은 소지로를 닮기 않기를 원했지만 덧없게도 그 소망은 무너졌다.
코나타 왈 "소꿉친구이며 로리캐릭터 설정의 미연시 캐릭터 같다."
취미는 요리, 회화, 가정 채소밭. 좋아하는 것은 과일, 사람. 싫어하는 것은 담배연기. 좋아하는 색은 흰색.
타카라 유카리(高良 ゆかり), 코스게 마미
3월 6일생. 혈액형 O형. 키 164cm. 왼손잡이. 가슴 랭크 중.
미유키의 어머니. 딸과는 반대로 아무것도 잘하지 못하여, 미유키에게는 좋은 반면교사가 되었다. 머리카락은 미유키에 비하면 짧고 안경도 쓰지 않는다. 부자 사모님의 품위는 있으나 상당한 천연 캐릭터. 미나미의 타인에게 보이고 싶지 않은 장면을 자주 목격하는 어떤 의미로서는 미나미의 천적이라고도 할 수 있는 존재. 언제나 실눈으로 아직 눈을 크게 뜬 적이 없다.
료오 학원의 졸업생이며, 미유키가 료오학원으로 진학한 것도 이 때문이다.
취미는 쇼핑, 수다. 좋아하는 것은 물두부, 카레. 싫어하는 것은 색이 진한 야채, 낫토, 좋아하는 색은 연분홍.
히이라기 타다오(柊 ただお), 후루사와 토오루, 방우호
키 168cm. 오른손잡이. 카가미와 츠카사의 아버지로 히이라기 가의 가장(그리고 집안 유일한 남성). 타카미야 신사의 신관이나 그 의상으로 등장하는 모습이 거의 없다. 꽤 느긋한 성격의 소유자.
히이라기 미키(柊 みき), 이노우에 키쿠코, 박신희
키 162cm. 카가미와 츠카사의 어머니. 딸들로부터 신뢰를 크게 받는 인물. 눈과 머리카락의 색이 카가미와 같다(다만 애니메이션에는 머리카락 색이 다름).
단행본 6권에 의하면 최소 47세는 되는 것으로 나오나, 외모에서는 짐작하기 어려울 정도로 젊은 인상이다. (47세는 배역을 맡은 이노우에 키쿠코(통칭 17세 교주)에서 따온 듯)
히이라기 이노리(柊 いのり), 마스 노조미)
키 166cm. 왼손잡이. 카가미와 츠카사의 언니로 히이라기 가의 장녀. 원작에는 회사원으로 등장하나 애니메이션판에서는 신사에서 무녀를 하고 있어 무녀 모습으로 등장하고 있다.
히이라기 마츠리(柊 まつり), 아케사카 사토미
왼손잡이. 카가미와 츠카사의 언니로 히이라기 가의 차녀. 대학생이지만 공부는 서툼. 요리는 평상시 하지 않지만 능숙하다.
자매에게 물건을 빌리면 어느새 자신이 가져버리는 경향이 많아 그때문에 무엇인가 물건이 없어지면 맨 먼저 의심받는 경우가 많다.
나루미 키요타카(成実 きよたか), 코부시 노부유키, 강수진
나루미 유이의 남편. 단신부임중. 작품에는 전화 목소리로만 등장. 유이를 생각해서 자주 부임처에서 집으로 돌아오는 일도 있다.
코바야카와 유키(小早川 ゆき)
유이, 유타카의 모친으로, 소지로의 여동생. 오빠와는 달리 오타쿠는 아니다. 작중에는 이름만 등장.
이와사키 호노카(岩崎 ほのか), 이와오 준코
이와사키 미나미의 어머니. 전업 주부. 미나미에게도 애견에게도 상냥하다. 부자임에도 불구하고 상당한 검약가이다. 역시 부자이자 이웃에 사는 타카라 유카리와 종종 같이 있는 모습이 보인다.
단행본 7권에서 이름이 판명되기 이전의 공식물에서는 '미나미의 어머니'라고 표기되었다.

## 기타 캐릭터
아니자와 메이토(兄沢 命斗), 세키 토모카즈, 강수진
캐릭터 샵 아니메이트의 이미지 캐릭터이자 시마모토 카즈히코 캐릭터 원안의 《아니메 점장》의 주인공.
'전설의 소녀 A'라 칭해진 코나타에게 물건을 팔기 위해 갖은 방법을 동원하나 매번 실패한다. 10화부터 등장하기 시작해 1회성 패러디 캐릭터의 예상을 깨고 이후 12, 13화등에 고정적으로 등장한다.
러키☆스타에서는 본래 설정인 이케부쿠로 본점이 아닌 오미야점의 점장으로 등장한다.
미야카와 히나타(宮河 ひなた), 타카구치 유키코, 노토 마미코
6월 15일생. 혈액형 O형. 키 166cm. 왼손잡이. 가슴랭크 중. 사이타마 현 거주.
DS용 게임 소프트 《모에드릴 시리즈》 오리지널 캐릭터. 또한 콤프 H's에 연재중인 '미야카와 가족의 공복(宮河家の空腹)'의 주인공. 애니메이션에서는 12화에서 코미케 회장 배경으로 등장하고 16화에서는 캐릭터 샵 게이머즈의 점원으로, 마지막 화에서는 코나타의 학교 교문앞에(학교 축제의 게스트로 나온 아키라를 보러 옴) 특별출연.
생활비를 줄여가며 동인지 등을 사모으느라 동생인 히카케에게 불만을 사고 있다. 취미는 게임, 만화, 코스프레. 좋아하는 것은 스테이크, 아키하바라의 분위기. 싫어하는 것은 두유, 클레임. 좋아하는 색은 빨간색.
미야카와 히카케(宮河 ひかげ), 카노 유이, 타무라 유카리, 홍희숙
9월 6일생. 혈액형 A형. 키 134cm 왼손잡이 가슴랭크 없음. 사이타마 현 거주.
언니 미야카와 히나타와 같은 《모에드릴 시리즈》 오리지널 캐릭터이며 '미야카와 가족의 공복'의 주인공. 애니메이션 편에도 언니 히나타와 같이 등장하고 있다. 시립 사쿠라엔 초등학교 4학년 1반 소속. 러키☆스타 캐릭터 중 최연소. 언니와는 달리 오타쿠적 취미는 없으며 동인지 등을 사모으는 언니 때문에 가난한 생활을 강요당해 큰 불만을 갖고 있다. 하지만 히나타의 동인지를 실수로 버린다든지 하는 실수를 하기에 어찌보면 생활비 감소의 원인 중 하나는 히카케 자신일지도.
취미는 아이쇼핑, 여행 계획 '만'을 면밀히 세우는 것. 좋아하는 것은 카레, 고기, 염가 판매. 싫어하는 것은 물고기와 극도로 매니악한 사람(언니 탓으로 추정). 좋아하는 색은 흰색.
나가모리 야마토(永森 やまと), 히로다 시온
11월 26일생. 혈액형은 A형. 키 164cm. 왼손잡이. 가슴 랭크는 중.
PS2판 게임 오리지널 캐릭터. 잘 하는 과목은 체육과 음악. 앵등제 임박 무렵에 성 피오리나 여학원으로부터 전학왔다. 성 피오리나 여학원에서는 2학년 3반 소속. 평상시엔 쿨하고 조용하지만 친해지면 표정이 풍부한 속내를 드러내는 경우가 많다. 코우와는 중학생 시절부터 친구이며 자주 싸울정도의 사이. 게임 《료오학원 앵등제》 이외의 매체에서는 그녀의 전학이 일어났다는 묘사가 없다.
취미는 가라오케, 사이클링. 좋아하는 것은 양갱, 유키미타이후쿠(雪見だいふく), 여름. 싫어하는 것은 조개류, 겨울(추운 것이 질색이라고 함).
냐모(にゃもー)
스스로를 작가 요시미즈 카가미로 칭하는, 고양이로 보이지만 머리에 꼬리가 있는 수수께끼의 생물. 원작만화에서는 권말에서 작가의 일상이나 반성을 대변하고 있다. 또 애니메이션판의 아이캐치에도 등장하고 있다.
손발이 없는 대신 꼬리를 다루는 재주가 매우 좋고 이것으로 휴대 전화(P209iS)를 조작하거나 펜을 가지고 그림을 그리거나 한다. 단행본 5권의 권말에서는, 샤프펜슬까지 조작할 수 있는 것으로 나온다. 이미 보통 꼬리의 역할을 넘는 능력을 과시.
사람의 말(일본어?)을 구사하는 등 인간과 비슷하다고 생각될 정도의 높은 지능을 지녔다. 또, 우유를 마시는 장면은 있지만 소화 · 흡수 · 배설의 메카니즘이 밝혀지지 않은 등, 그 생태에 관해서는 수수께끼에 싸인 부분이 많다. 향후의 연구과제일 것이다.
유사 생물
정식명칭은 불명. 원작 만화 3권 말에 등장. 냐모와 닮은 생물이지만 몸 색이 달라 냐모와의 구별은 쉽다.
만화와 과자를 요구하고 가끔 냐모의 방을 방문하는 것 같다. 이를 보면 '이 생물은 음식을 섭취하는 능력이 있다'라고 추측되지만, 역시 먹은 것이 어디에 가는지는 불명.
편집장 카토우 씨
간간히 등장하는 편집장 카토우 씨. 작가와 함께 대만에 가기도 했다. 토끼로 표현된다.
기타 남성 엑스트라 성우(타치키 후미히코, 시영준)
점원, 대학교수, 산타클로스 등, 그 외 여럿 취급의 남성의 대부분을 혼자서 조달한다(일부 시라이시 미노루가 연기하는 것도 있다).
기타 여성 엑스트라 성우(쿠지라, 임주현)
학생식당의 아줌마, 케이크 뷔페 웨이트레스, 코스프레이어 등, 그 외 여럿 취급의 여성 엑스트라의 모든 목소리를 혼자서 조달한다.

## 러키☆채널
코가미 아키라 (小神 あきら), 콘노 히로미, 노나카 아이, 여민정
2월 14일생. 혈액형 O형. 키 150cm
《러키☆스타》 정보채널 《러키☆채널》, 《초 러키☆채널》의 캡틴. 원작 만화에서는 권말에만 등장했으나 현재 콤프 에이스에서 연재중인 《아키라의 야망(작가는 원작과 같은 요시미즈 카가미)》의 주인공으로 등장.
처음에는 천진난만한 아이돌 캐릭터로 설정되어 있었으나,애니메이션판이 나온 이후부터는 '이중적인 성격을 보이며 어릴적부터 아이돌을 해서 그런지 애환이 많은 캐릭터'로 캐릭터의 성격이 급격히 변하였다.
애니메이션에서는 시라이시 미노루의 본편 출연에 대해 불만이 많고 본편 출연을 꿈꿔왔으며 결국 12화에 등장할 뻔 하였으나 갑작스런 병으로 스탠드가 대신하여 코미케 회장에 등장한다. 하지만 그마저도 행인이 넘어뜨려 부수고 만다. 결국 마지막 화에서 축제의 게스트로 등장하게 된다.
시라이시 미노루(白石 みのる), 시라이시 미노루, 정재헌
TV 애니메이션 오리지널 캐릭터이며 PS2판 게임에도 등장한다. 성우를 그대로 캐릭터화하였다. 학교에서는 코나타와 츠카사와 같은 3학년 B반 소속. 본편에서는 다른 학생들과는 달리 비교적 큰 비중으로 등장하는 편. 일부에서 세바스찬이라 불린다.
라디오의 《러키☆채널》에서는 아키라의 어시스턴스로 활동중이며 아키라에게는 항상 존칭어를 쓰며 아키라의 기세에 눌려 아무렇게나 다뤄지는 편. TV애니메이션에서의 후지 산에서 물을 떠오라는 아키라의 명령을 따랐으나 그에 대한 보답이 부당함을 느끼고 폭주를 일으켜 사이가 벌어진 것이 애니메이션 끝까지 유지되고 말았다. 그런데도 '아키라 님'이라고 부르는 듯. '스즈미야 하루히의 우울'의 타니쿠치역 성우로서 아래의 오노다이스케나 고토유우코와 친분이 있다.
오노 다이스케 (小野 だいすけ), 오노 다이스케, 정명준
단 한 화 등장하는 특별 출연 러키 채널의 게스트. 애니메이션 AIR에서 쿠니사키 유키토 역. 이것으로 코가미 아키라 역의 콘노 히로미와 호흡을 맞추는 장면을 보여 주었다. '스즈미야 하루히의 우울'코이즈미 이츠키 역을 맡았다.
고투더 님 (ゴットゥーザ様), 고토 유우코
23화에 아키라와 미노루의 사이를 바로잡아 주는 역할을 맡아 단 한 회 출현. 바이크를 타고 퇴장한다. 고투더 님이란, 성우 고토 유우코의 별명. 작중에서 아키라와 미노루 모두 본명 대신 고투더 님이라고 불렀다. '스즈미야 하루히의 우울'에서 아사히나 미쿠루 역을 맡았다. 고투더 님이라는 별명 또한 '스즈미야 하루히의 우울'애니메이션 제작 중 하루히의 성우진들에 의해 지어졌다 한다.

## 비고
- 등장 인물 중 주요 4명을 비롯한 대부분의 이름은 작가 자신이 TRPG 플레이어 캐릭터로서 사용하고 있던 것이 계기였다고 한다. TRPG의 캐릭터로서는 츠카사와 카가미가 가장 오래되고 그 때부터 쌍둥이 설정이었다. 그 후 코나타, 미유키의 순서로 태어났다. 그 외, 아무렇지도 않게 낙서하다 태어난 캐릭터도 많다.
- 설정 당초는 대부분의 캐릭터가 14세의 중학생으로서 설정되어 있었다. 그러나 담당 편집자에게 '콘프틱의 독자층은 대개가 고교생 이상이니까 중학생은…'이라는 말을 듣고 고교생으로 설정이 변경되었다. 또 당초부터 쌍둥이로서 설정되어 있던 츠카사와 카가미에 관해서도 담당의 반대가 있었다고 한다.
- 츠카사와 카가미의 이름의 유래는 요시미즈 카가미가 여러 가지 생각하고 있던 펜 네임중 두 개의 이름을 취했다고 한다. 카가미는 현재의 펜 네임이며 츠카사는 이전의 펜 네임.
- 등장 인물의 이름표기가 히라가나인 것은 원래 어려운 한자를 사용하고 싶었지만 히라가나가 독자에게 쉬울 것이라는 이유에서라고 한다.
- 대부분의 등장 인물이 왼손잡이로 설정되어 있지만 이것은 작가가 왼손잡이에 대한 자신에게는 없는, 근사하다고 생각하는 동경으로부터 온 것. 덧붙여서 요시미즈 카가미 자신은 선천적으로는 왼손잡이였지만, 교정되고 오른손잡이가 되었다고 한다.